# Mieczysław Floksztrumpf
Mieczysław Floksztrumpf (także Flokstrump, ur. 11 października 1895 w Warszawie, zm. 1959 w Mendozie) – polski i argentyński lekarz radiolog i onkolog.

## Życiorys
Urodził się 11 października 1895 w Warszawie jako syn Maksymiliana i Franciszki. Ukończył gimnazjum filologiczne w Warszawie. 
Studiował na wydziale przyrodniczym Uniwersytetu w Lyonie, a następnie na wydziale lekarskim Uniwersytetu Moskiewskiego i Uniwersytetu Lwowskiego. W styczniu 1919 wrócił z Rosji i zgłosił się na ochotnika do Wojska Polskiego (zdemobilizowany w stopniu porucznika rezerwy). Tytuł doktora nauk medycznych otrzymał we Lwowie w 1921 roku. Przez pewien czas związany ze Szpitalem Starozakonnych na Czystem. Kierownik zakładu leczenia radem przy Polskim Komitecie do Zwalczania Raka, konsultant I Uniwersyteckiej Kliniki Chirurgicznej i szpitali miejskich w Warszawie. W 1938 emigrował do Argentyny, najpierw do Buenos Aires. W latach 1938–39 przebywał w Meksyku. W latach II wojny światowej był przewodniczącym Międzyalianckiego Komitetu do Walki z Nazizmem. Profesor Narodowego Uniwersytetu de Cuyo. Pracował w Hospital Central i Emilio Civit Hospital w Mendozie. Był założycielem Kliniki Onkologicznej w Mendozie, nazwanej potem jego imieniem. Żonaty z Janiną Janowicz.

## Lista prac
- Współczesne pojęcie o radzie, jego właściwościach biologicznych i leczniczych. „Warszawskie Czasopismo Lekarskie” 2, 7, ss. 271–276 (1925)
- Floksztrumpf M, Płońskier M. Z kazuistyki nowotworów złośliwych, leczonych radem w szpitalu na Czystem. „Kwartalnik Kliniczny Szpitala Starozakonnych” 5, 4, ss. 268–276 (1926)
- Zjazd Towarzystwa Ginekologów i Akuszerów francuskich. „Warszawskie Czasopismo Lekarskie” 3, 4, ss. 195-196 (1926)
- Curieterapja nowotworów złośliwych. „Polski Przegląd Chirurgiczny” 6, 1, ss. 185–188 (1927)
- Floksztrumpf M, Kołodziejski J, Milewski. Współczesne leczenie ołowiem nowotworów złośliwych. „Nowotwory” 4, 1, s. 153 (1929)
- Wyniki trzyletniego stosowania radu w nowotworach złośliwych narządów rodnych kobiety. „Nowotwory” 4, 1 (1929)
- Leczenie radem mięsaków kości. „Polski Przegląd Chirurgiczny” 9, 5-6, ss. 633–638 (1930)
- (tłum., razem ze Stanisławą Adamiczową) William Seaman Bainbridge: Zagadnienie raka. Warszawa, Polski komitet do zwalczania raka, 1930. Pod redakcją Stefana Sterling-Okuniewskiego.
- Zur Frage der Serologischen Einheit der Krebse[9]. (1930)
- Über die Klinische Wertung der Komplementbindungsreaktion mit Alkoholischen Krebsextrakten[10]. (1931)
- Leczenie radem raków odbytnicy. „Polski Przegląd Chirurgiczny” 10, 2-3, 390-409 (1931)
- Floksztrumpf M, Gądek S. Wskazania, metody i wyniki leczenia radem nowotworów złośliwych. „Nowotwory” 7, 3-4, ss. 182-215 (1932)
- Odległe wyniki raków odbytnicy leczonych radem. „Nowotwory” 11, 1-4, ss. 35–41 (1936)
- Les resultats eloignes de la curietherapie du cancer du rectum. [w:] II-e Congres International de Lutte Scientifique et Sociale contre le Cancer. Tome II, Bruxeles 1937 ss. 366-368
- Floksztrumpf M, Kołodziejski J. Współczesna chemo- i organoterapia raka w świetle własnych spostrzeżeń. „Nowotwory” 12, 1-2, ss. 213-227 (1937)
- Floksztrumpf M, Kołodziejski J. Współczesna chemo- i organoterapia raka w świetle własnych spostrzeżeń. „Prasa lekarska” 7, 2, ss. 108-113 (1938)
- Floksztrumpf M, Złotnik D. Influence hemostatique des derives de l'acide D-galakturonique dans les hemorragies carcinomateuses. [w:] II-e Congres International de Lutte Scientifique et Sociale contre le Cancer. Bruxeles 1937 ss. 439-441
- Leczenie radem nowotworów złośliwych przewodu pokarmowego. „Gastrologia Polska” 7, 3-4, ss. 22–38 (1938)
- M. Floksztrumpf, Wł. Ławkowicz, J. Stein. W sprawie niektórych odczynów diagnostycznych Freunda-Kaminer. Z Działu Bakteriologii i Medycyny Doświadczalnej Państwowego Zakładu Higieny w Warszawie i Zakładu Leczenia Radem Polskiego Komitetu do Zwalczania Raka. Warszawa : „Siła” 1938
- Elementos radioactivos y su acción biológica. Anales de la Asociación Química Argentina 29/30 (1941)
- El embarazo y el cancer de los organos genitales y mama. „La Semana médica”. 57 (51), s. 1189-95, grudzień 1950. PMID: 14809383.
- Floksztrumpf M, Cantón JE. El Valor de la Clatocopia para la Radiumterapia del Cancer del Utero.
- M Floksztrumpf, G Oliva Otero. Cancer multiple primario de piel y mama. „Acta Unio Internationalis Contra Cancrum”. 11 (4), s. 426-32, 1955. PMID: 13326636.
- M Floksztrumpf, G Oliva Otero, J Kuperman. Sarcoma del útero. „La Prensa Médica Argentina”. 43 (6), s. 505-9, luty 1956. PMID: 13335772.
- M Floksztrumpf, C Mihaljevic. Metabolismo de los electrolitos en los enfermos de cáncer tratados con irradiaciones. „La Semana médica”. 108 (16), s. 491-5, kwiecień 1956. PMID: 13324320.
- Cáncer de cicatrices. „La Semana médica”. 109 (10), s. 403-6, sierpień 1956. PMID: 13380494.
- M Floksztrumpf, A Isgro. [Thio-tepa in 45 cases of malignant tumors]. „La Semana médica”. 115, s. 829-37, listopad 1959. PMID: 13823547.
- M Floksztrumpf, A Isgro. [Current status of the biochemical treatment of cancer. Clinical results]. „La Semana médica”. 115, s. 861-76, listopad 1959. PMID: 13823546.